# Noel Francis
Pour les articles homonymes, voir Francis.

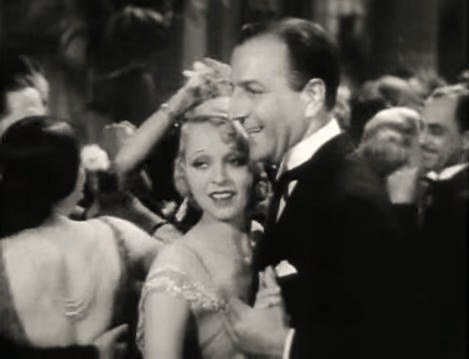
Avec Louis Calhern, dans Blonde Crazy (1931)

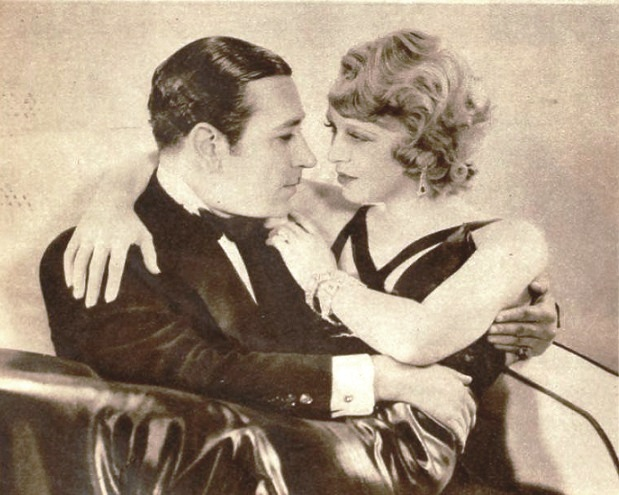
Avec George Raft, dans Under-Cover Man (1932, photo promotionnelle)

Noel Frances Sweeney — née le 31 août 1906 à Temple (Texas) et morte le 30 octobre 1959 à Los Angeles (Californie) — est une actrice américaine, connue sous le nom de scène de Noel Francis.

## Biographie
Noel Francis débute au théâtre à Broadway (New York) en 1925, comme Ziegfeld Girl, dans la revue Ziegfeld Follies of 1925 (avec Louise Brooks). Suivent une seconde revue, deux comédies musicales (dont Rio Rita (en) sur une musique d'Harry Tierney en 1927-1928, avec Bert Wheeler et Robert Woolsey) et, pour sa dernière prestation à Broadway, une pièce en 1935.
Au cinéma, elle contribue à quarante-huit films américains, le premier étant un court métrage sorti en 1929. Citons ensuite Up the River de John Ford (1930, avec Spencer Tracy et Claire Luce), Je suis un évadé de Mervyn LeRoy (1932, avec Paul Muni et Glenda Farrell), Une nuit seulement de John M. Stahl (1933, avec Margaret Sullavan et John Boles), ou encore The White Parade d'Irving Cummings (1934, avec Loretta Young et John Boles).
Ses trois derniers films (après lesquels elle se retire définitivement) sont des westerns ayant pour vedette Buck Jones, sortis en 1935 et 1937, dont Stone of Silver Creek (en) de Nick Grinde (1935).
Noel Francis meurt prématurément à 53 ans, en 1959.

## Théâtre à Broadway (intégrale)
- 1925 : Ziegfeld Follies of 1925, revue produite par Florenz Ziegfeld, musique de Raymond Hubbell, Dave Stamper et Werner Janssen, lyrics de Gene Buck, sketches de J. P. McEvoy, Will Rogers, W. C. Fields et Gus Weinberg : Ziegfeld Girl
- 1926 : No Foolin', revue produite par Florenz Ziegfeld, musique de Rudolf Friml, lyrics de Gene Buck, Irving Caesar et Ballard MacDonald, sketches de J. P. McEvoy et James Barton : Show Girl
- 1927-1928 : Rio Rita, comédie musicale produite par Florenz Ziegfeld, musique d'Harry Tierney, lyrics de Joseph McCarthy, livret de Guy Bolton et Fred Thompson : Katie Bean
- 1929 : Show Girl, comédie musicale, musique de George Gershwin, lyrics d'Ira Gershwin et Gus Kahn, livret (et mise en scène) de William Anthony McGuire, chorégraphie de Bobby Connolly : Peggy Ritz
- 1935 : Satellite, pièce de Kerry Shaw et Joseph Mitchell : May Manning

## Filmographie partielle
- 1930 : Rough Romance d'A. F. Erickson : Flossie
- 1930 : Up the River de John Ford : Sophie
- 1931 : Mon mari et sa fiancée (Smart Woman) de Gregory La Cava : Mlle Peggy Preston
- 1931 : Blonde Crazy de Roy Del Ruth : Helen Wilson
- 1931 : Pénitencier de femmes (Ladies of the Big House) de Marion Gering : Thelma
- 1931 : Le Beau Joueur (Smart Money) d'Alfred E. Green : Marie
- 1932 : Mon Grand (So Big!) de William A. Wellman : Mabel
- 1932 : Under-Cover Man de James Flood : Connie
- 1932 : Je suis un évadé (I Am a Fugitive from a Chain Gang) de Mervyn LeRoy : Linda
- 1932 : Mon copain le roi (My Pal, the King) de Kurt Neumann : la princesse Elsa
- 1932 : Night Court de W. S. Van Dyke
- 1932 : Manhattan Tower de Frank R. Strayer : Marge Lyon
- 1932 : Frisco Jenny de William A. Wellman : Rosie
- 1932 : Non coupable (Guilty as Hell) d'Erle C. Kenton : Julia Reed
- 1933 : Bureau des personnes disparues (Bureau of Missing Persons) de Roy Del Ruth : Alice Crane
- 1933 : La Boule rouge (Blood Money) de Rowland Brown : l'amie de Red
- 1933 : Une nuit seulement (Only Yesterday) de John M. Stahl : Letitia
- 1933 : L'Irrésistible (Son of a Sailor) de Lloyd Bacon : Queenie
- 1934 : The Line-Up d'Howard Higgin : Mabel Martin
- 1934 : The White Parade d'Irving Cummings : l'infirmière Clare
- 1934 : Images de la vie (Imitation of Life) de John M. Stahl : Mme Eden
- 1935 : Stone of Silver Creek de Nick Grinde : Lola
- 1937 : Left-Handed Law de Lesley Selander : Betty Golden
- 1937 : Sudden Bill Dorn de Ray Taylor : Lorna Kent